# La Enea
La Enea es un corregimiento ubicado en el distrito de Guararé en la provincia panameña de Los Santos.  En el año 2010 tenía una población de 1.186 habitantes y una densidad poblacional de 90,1 personas por km².